# Original Masters
Original Masters es una compilación de la banda de rock progresivo Jethro Tull lanzada en 1985, tercero de ese tipo tras M.U. - The Best of Jethro Tull y Repeat - The Best of Jethro Tull - Vol II, pero compuesto por temas anteriores a 1977.

## Lista de temas
| #   | Título                                        | Autor          | Interpretaciones | Tiempo |
| --- | --------------------------------------------- | -------------- | ---------------- | ------ |
| 1.  | "Living in the Past"                          | (Ian Anderson) |                  | 3:18   |
| 2.  | "Aqualung"                                    | (Ian Anderson) |                  | 6:34   |
| 3.  | "Too Old to Rock 'n' Roll: Too Young to Die!" | (Ian Anderson) |                  | 5:38   |
| 4.  | "Locomotive Breath"                           | (Ian Anderson) |                  | 4:23   |
| 5.  | "Skating Away on the Thin Ice of the New Day" | (Ian Anderson) |                  | 3:28   |
| 6.  | "Bungle in the Jungle"                        | (Ian Anderson) |                  | 3:34   |
| 7.  | "Sweet Dream"                                 | (Ian Anderson) |                  | 4:01   |
| 8.  | "Songs from the Wood"                         | (Ian Anderson) |                  | 4:52   |
| 9.  | "Witch's Promise"                             | (Ian Anderson) |                  | 3:47   |
| 10. | "Thick as a Brick"                            | (Ian Anderson) |                  | 3:00   |
| 11. | "Minstrel in the Gallery"                     | (Ian Anderson) |                  | 7:47   |
| 12. | "Life's a Long Song"                          | (Ian Anderson) |                  | 3:16   |